# Festa de Sant Antoni d'Ascó
La festa de Sant Antoni d'Ascó ha sabut conservar tradicions que es remunten a generacions. Està reconeguda com a festa patrimonial d'interès nacional.
Carmel Biarnés situa l'origen del ball de la jota d'Ascó a l'època morisca, perquè als "Ordinaments de la vila d'Ascó" de 1520 ja s'esmenta la dansa. El Clavari i els Majorals, que apareixen referenciats en 1739 protagonitzen la festa com a organitzadors i perpetuadors d'aquesta.
La festa, que esdevé única en el conjunt dels pobles de les comarques de Tarragona, té tot un seguit de trets característics que la fan singular com són la pervivència de les figures del Clavari i els Majorals, encarregats de l'organització; la plega, amb la recollida de llenya per tot el poble; els tradicionals Tres Tombs, amb la benedicció dels animals i el pa beneït; les tradicionals i populars curses de cavalls, rucs i matxos, les úniques de la Ribera d'Ebre que mai han deixat de realitzar-se; l'encesa de la foguera a la plaça que crema durant tres dies ininterrompudament mentre es balla la jota d'Ascó, amb música i dansa pròpies. La festa major d'hivern, esdevé paradigmàtica en conjuminar a la perfecció la devoció al Sant amb l'activitat lúdica, pagana. L'any 2010 se li va atorgar la distinció de Festa patrimonial d'interès nacional per part de la Generalitat de Catalunya.
Aquesta festa es realitza el cap de setmana més proper al 17 de gener (Sant Antoni Abat). A part de la festa popular també hi ha un seguit d'actes ja siguin ball, concerts i diverses animacions amb caràcter festiu.